# Refugios antiaéreos de Alicante
Los refugios antiaéreos de Alicante son una red de estructuras subterráneas construidas durante la Guerra Civil Española para proteger a la población civil de los bombardeos aéreos. Con un total de 94 refugios documentados, Alicante fue una de las ciudades españolas con mayor número de estas construcciones, convirtiéndose en un referente nacional y europeo en la recuperación de refugios antiaéreos de la época.

## Historia
Durante la Guerra Civil Española, Alicante fue objeto de intensos bombardeos debido a su posición estratégica y su lealtad a la República. Para proteger a la población civil, se construyeron 94 refugios antiaéreos distribuidos por toda la ciudad, muchos de ellos en zonas densamente pobladas.

## Refugios destacados
- Refugio de la Plaza Séneca: Situado en el antiguo emplazamiento de la Estación de Autobuses de Alicante, este refugio tiene una capacidad estimada de 1200 personas y cuenta con 51 metros de longitud y 38 cubículos a ambos lados del pasillo central. Fue redescubierto durante las obras de rehabilitación de la plaza en 2015 y abierto al público como centro de interpretación.[2]

- Refugio de la Plaza Balmis: De pequeñas dimensiones, fue construido bajo la coordinación de la Comisión Municipal de Defensa Pasiva. Su diseño incluye puertas similares a las de los submarinos para evitar la contaminación por bombas químicas. Fue redescubierto en 2013 y abierto al público en 2015.[3]

- Refugio de General Marvá: Ubicado al comienzo de la Avenida de General Marvá, fue construido en 1937 y tiene una capacidad aproximada de 300 personas. Se caracteriza por su estructura subterránea con losa de hormigón armado y fue abierto al público en junio de 2021 como centro de interpretación.[2]

- Refugio de la Plaza Palmeretes: Situado en el barrio de Carolinas Bajas, este refugio cuenta con un pasillo en zigzag y fue abierto al público en noviembre de 2021.[2]

- Refugio de la Tabacalera: Ubicado en el recinto de la antigua Fábrica de Tabacos, este refugio es accesible para personas con movilidad reducida y fue abierto al público en noviembre de 2021.[2]

## Rehabilitación y visitas

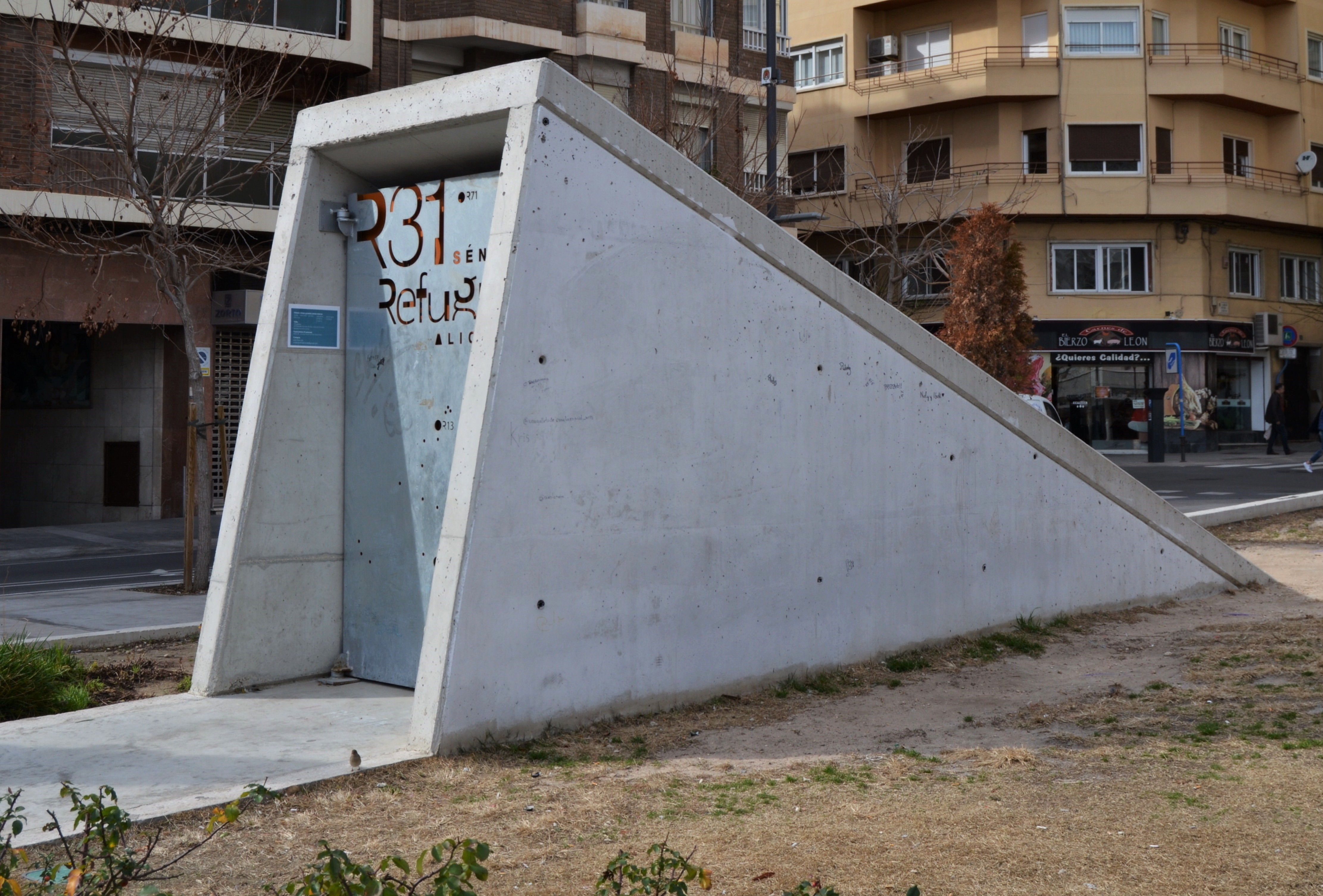
Acceso al refugio antiaéreo de la plaza Séneca.

En los últimos años, el Ayuntamiento de Alicante ha llevado a cabo la rehabilitación de varios refugios antiaéreos como parte de la Estrategia de Desarrollo Sostenible e Integrado (EDUSI), financiada con fondos FEDER de la Unión Europea. Actualmente, se pueden visitar varios de estos refugios a través de rutas guiadas que permiten conocer la historia y las condiciones de vida durante los bombardeos.